# Norsholm
Norsholm is een plaats in de gemeente Norrköping in het landschap Östergötland en de provincie Östergötlands län in Zweden. De plaats heeft 573 inwoners (2005) en een oppervlakte van 78 hectare.
De plaats is een aanlegplaats voor mensen die het Götakanaal afvaren, met 2 jeugdherbergen, en evenveel restaurants. Het ligt in de buurt van het iets grotere Kimstad, en niet ver van Norrköping af.

## Verkeer en vervoer
Bij de plaats lopen de E4, Länsväg 210 en Länsväg 215.
De plaats heeft een station aan de spoorlijnen Katrineholm - Malmö en Katrineholm - Nässjö.